# Helina capaciflava
Helina capaciflava este o specie de muște din genul Helina, familia Muscidae, descrisă de Xue în anul 1991. Conform Catalogue of Life specia Helina capaciflava nu are subspecii cunoscute.